# Hanse Express (Fluggesellschaft)
Hanse Express Deutsche Luftverkehrs GmbH & Co. war eine von 1987 bis 1988 existierende deutsche Regionalfluggesellschaft mit Sitz in Hamburg.

## Geschichte
Hanse Express entstand als Nachfolgegesellschaft der Holiday Express, die wiederum aus der HADAG Air hervorgegangen war. Aufgrund finanzieller Probleme wurde am 15. April 1988 als Auffanggesellschaft die Hamburg Airlines gegründet, die mit zwei der Dornier 228 am 9. Juni 1988 den Flugbetrieb aufnahm.

## Flugziele
Als Linienflüge wurden von Holiday Express fast alle Strecken übernommen. Von Hamburg wurde innerdeutsch nach Helgoland und Westerland (Sylt) geflogen. Im Auslandsverkehr wurden die Linien nach Rotterdam, Antwerpen, Brüssel und Göteborg angeboten. Darüber hinaus wurden Ad-hoc-Charterflüge durchgeführt.

## Flotte
Bei Betriebseinstellung 1988 bestand die Flotte der Hanse Express aus drei Flugzeugen:
- 1 Dornier 228-100
- 2 Dornier 228-200.